# La Salzadella
La Salzadella (spanisch Salsadella) ist eine Gemeinde (municipio) in Ostspanien, nahe der Costa del Azahar, an der nördlichen Grenze der Provinz Castelló. La Salzadella hat 678 Einwohner (Stand: 2024).

## Lage
La Salzadella liegt etwa 50 Kilometer nordnordöstlich von Castelló de la Plana und etwa 110 Kilometer nordnordöstlich von Valencia in einer Höhe von ca. 340 m.

## Bevölkerungsentwicklung
| Jahr      | 1900 | 1950 | 1970 | 1981 | 1991 | 2001 | 2011 | 2021 |
| Einwohner | 1740 | 1400 | 1104 | 974  | 876  | 786  | 846  | 683  |

## Sehenswürdigkeiten

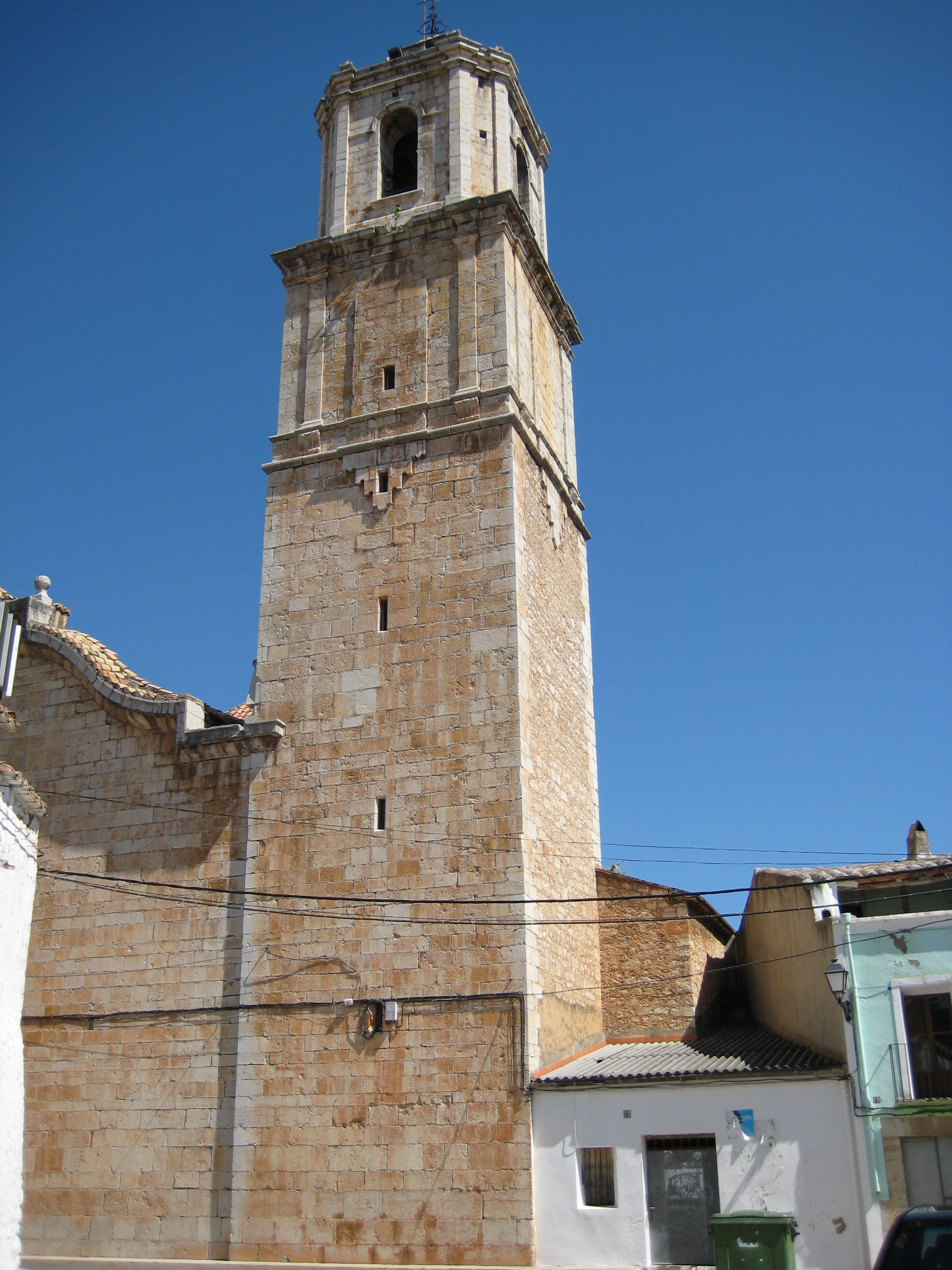
Kirche Christi Himmelfahrt
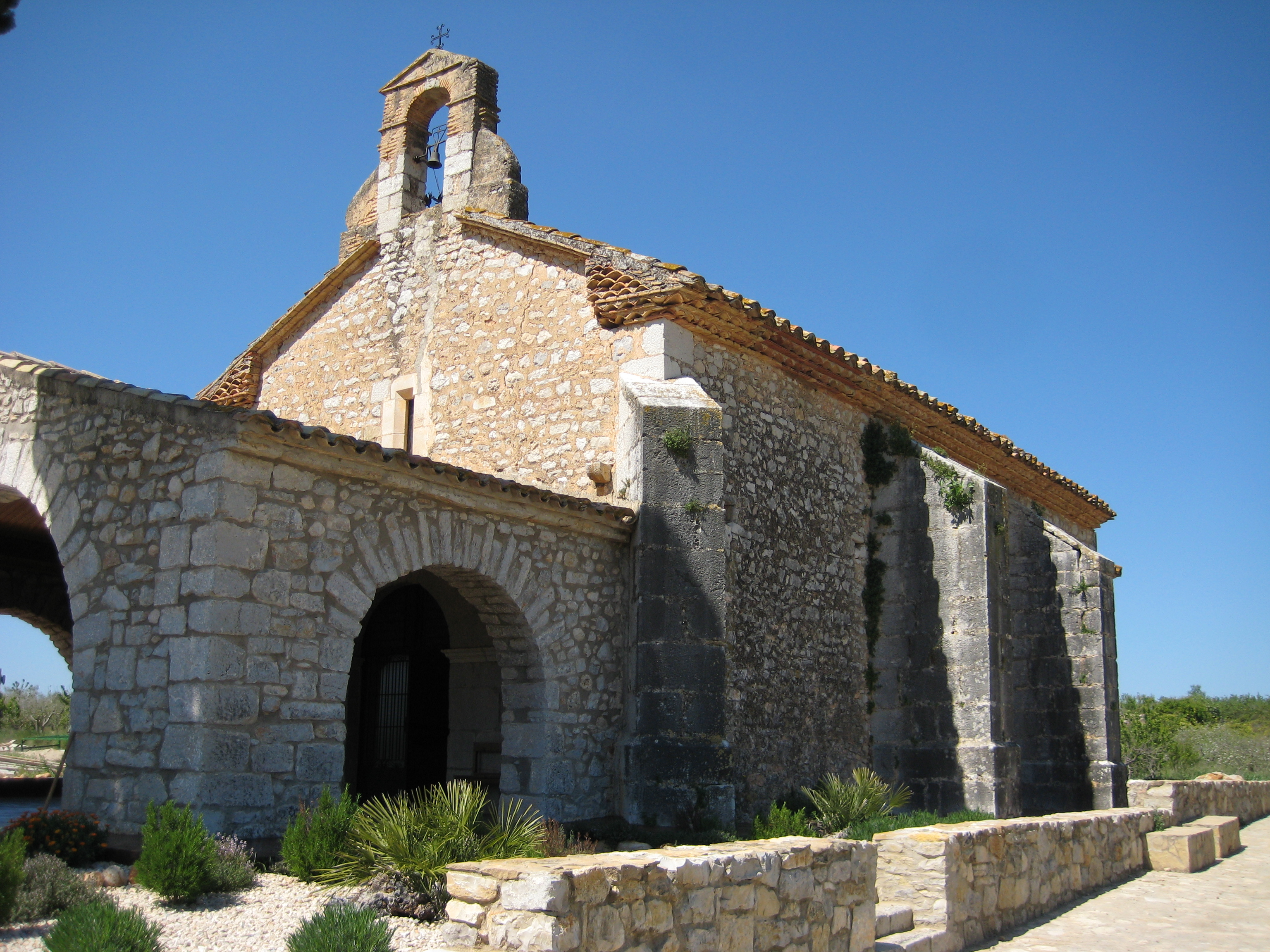
Barbarakapelle
- Josephskapelle
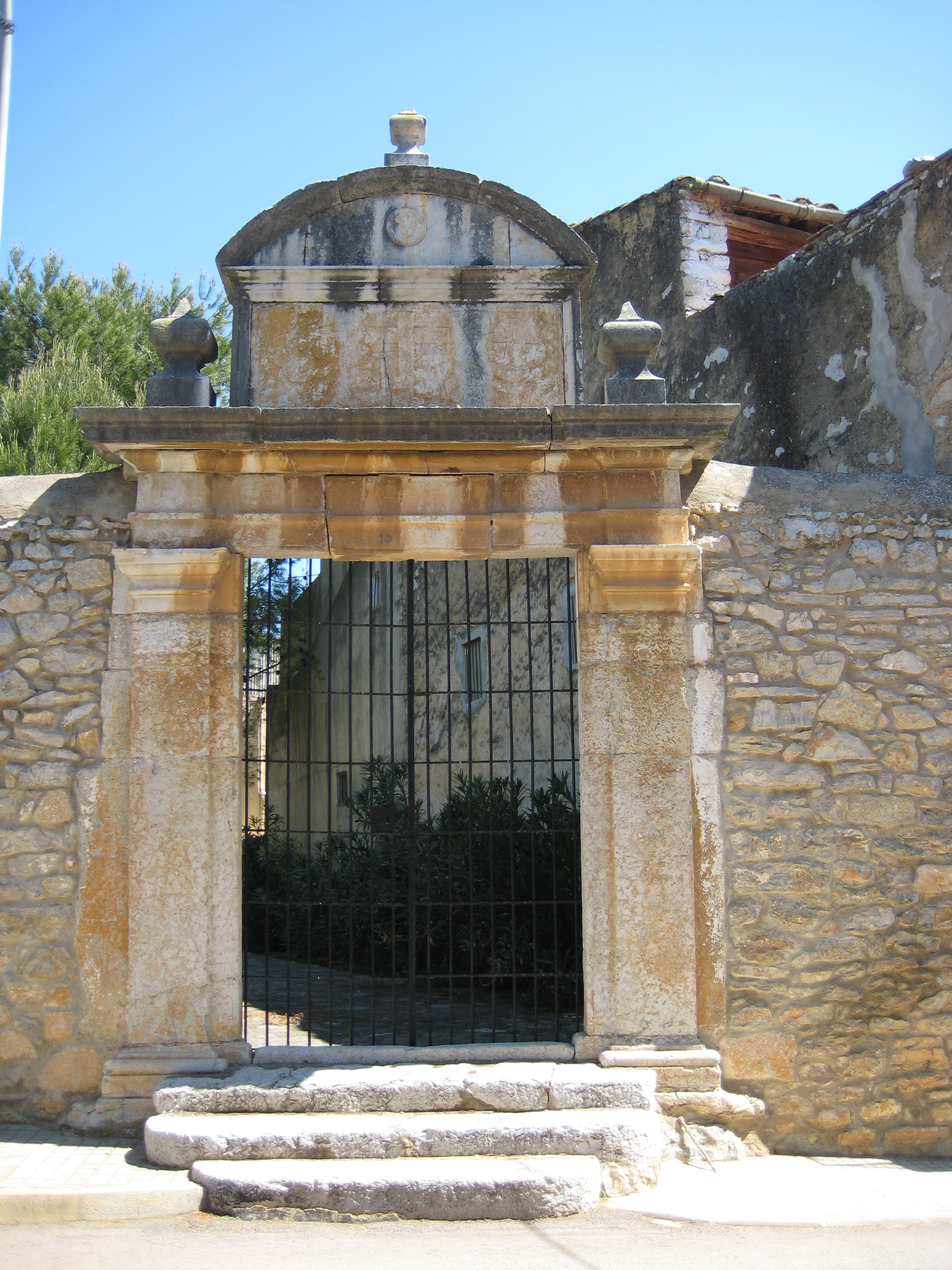
Kalvarienkapelle
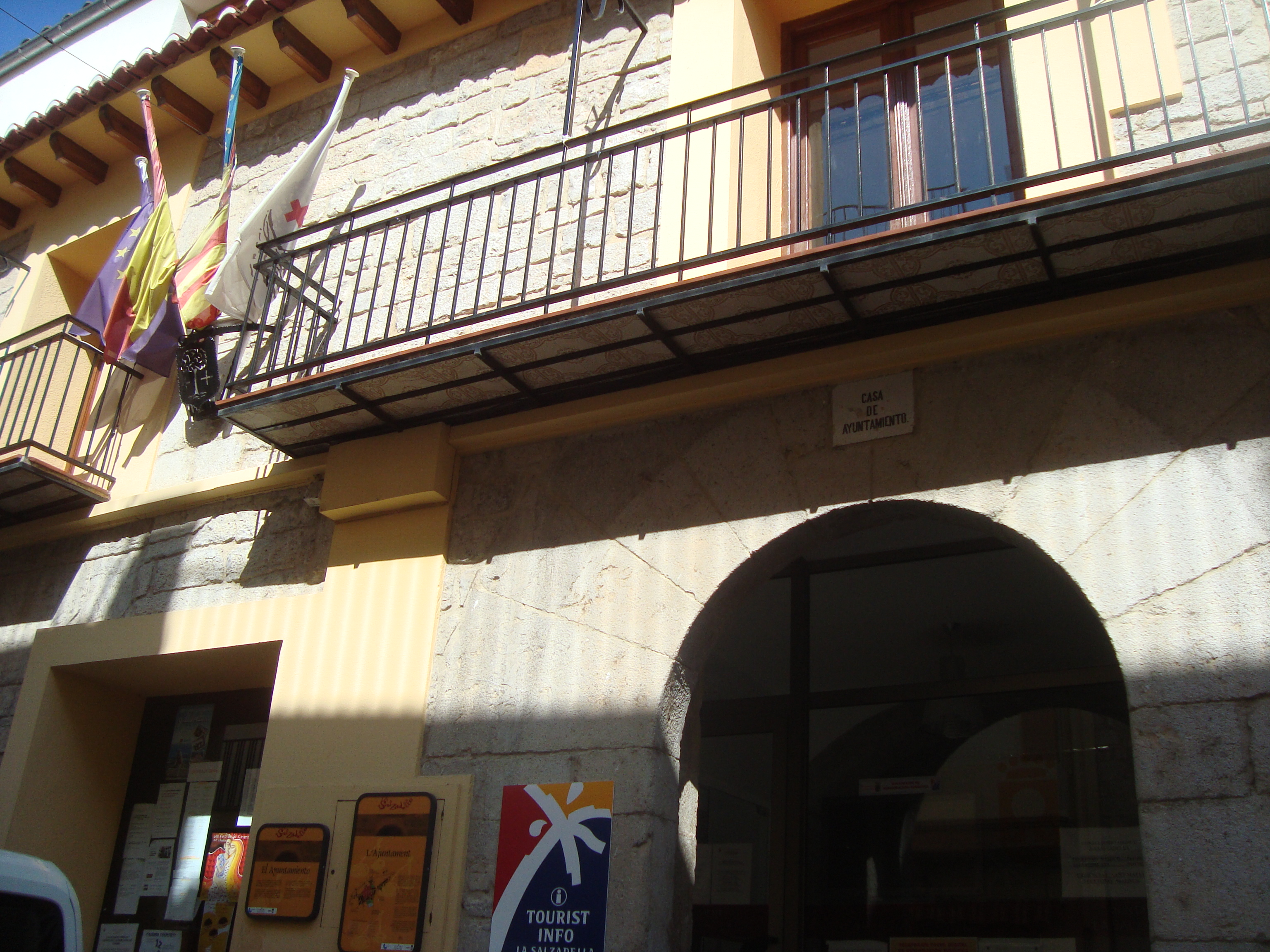
Rathaus

- Kirche Christi Himmelfahrt
- Barbarakapelle
- Kalvarienkapelle
- Rathaus

## Gemeindepartnerschaft
Mit der philippinischen Gemeinde Baler besteht eine Partnerschaft.

## Persönlichkeiten
- Jorge Palatsí (* 1988), Fußballspieler